# Грузія на літніх Олімпійських іграх 2016
Грузія на літніх Олімпійських іграх 2016 була представлена 40 спортсменами у 12 видах спорту.

## Медалісти
| Медалі | Спортсмени            | Вид спорту     | Дисципліна                         | Дата      |
| ------ | --------------------- | -------------- | ---------------------------------- | --------- |
| Золото | Лаша Талахадзе        | Важка атлетика | понад 105 кг (чоловіки)            | 16 серпня |
| Золото | Владімер Хінчегашвілі | Боротьба       | вільна, до 57 кг (чоловіки)        | 19 серпня |
| Срібло | Варлам Ліпартеліані   | Дзюдо          | до 90 кг (чоловіки)                | 10 серпня |
| Бронза | Лаша Шавдатуашвілі    | Дзюдо          | до 73 кг (чоловіки)                | 8 серпня  |
| Бронза | Шмагі Болквадзе       | Боротьба       | греко-римська, до 66 кг (чоловіки) | 16 серпня |
| Бронза | Іраклі Турманідзе     | Важка атлетика | понад 105 кг (чоловіки)            | 16 серпня |
| Бронза | Гено Петріашвілі      | Боротьба       | вільна, до 125 кг (чоловіки)       | 20 серпня |

## Стрільба з лука
| Спортсмен                                                        | Дисципліна                     | Попередній раунд | Попередній раунд | 1/32 фіналу             | 1/16 фіналу        | 1/8 фіналу          | Чвертьфінали       | Півфінали          | Фінал / БМ         | Фінал / БМ       |
| Спортсмен                                                        | Дисципліна                     | Результат        | Сіяний           | Суперник Результат      | Суперник Результат | Суперник Результат  | Суперник Результат | Суперник Результат | Суперник Результат | Місце            |
| ---------------------------------------------------------------- | ------------------------------ | ---------------- | ---------------- | ----------------------- | ------------------ | ------------------- | ------------------ | ------------------ | ------------------ | ---------------- |
| Крістіна Есебуа                                                  | індивідуальна першість (жінки) | 612              | 45               | Кумарі (IND) L 4–6      | Завершила виступ   | Завершила виступ    | Завершила виступ   | Завершила виступ   | Завершила виступ   | Завершила виступ |
| Лобженідзе Юлія Олександрівна                                    | індивідуальна першість (жінки) | 594              | 57               | Валенсія (MEX) L 4–6    | Завершив виступ    | Завершив виступ     | Завершив виступ    | Завершив виступ    | Завершив виступ    | Завершив виступ  |
| Хатуна Наріманідзе                                               | індивідуальна першість (жінки) | 625              | 34               | Січеннікова (UKR) L 1–7 | Завершив виступ    | Завершив виступ     | Завершив виступ    | Завершив виступ    | Завершив виступ    | Завершив виступ  |
| Крістіна Есебуа Лобженідзе Юлія Олександрівна Хатуна Наріманідзе | командна першість (жінки)      | 1831             | 12               | Н/Д                     | Н/Д                | Мексика (MEX) L 0–6 | Завершила виступ   | Завершила виступ   | Завершила виступ   | Завершила виступ |

## Легка атлетика
Легенда
- Note – для трекових дисциплін місце вказане лише для забігу, в якому взяв участь спортсмен
- Q = пройшов у наступне коло напряму
- q = пройшов у наступне коло за добором (для трекових дисциплін - найшвидші часи серед тих, хто не пройшов напряму; для технічних дисциплін - увійшов до визначеної кількості фіналістів за місцем якщо напряму пройшло менше спортсменів, ніж визначена кількість)
- NR = Національний рекорд
- N/A = Коло відсутнє у цій дисципліні
- Bye = спортсменові не потрібно змагатися у цьому колі

Трекові і шосейні дисципліни
| Спортсмен         | Дисципліна                  | Фінал     | Фінал |
| Спортсмен         | Дисципліна                  | Результат | Місце |
| ----------------- | --------------------------- | --------- | ----- |
| Давід Харазішвілі | марафонський біг (чоловіки) | 2:20:47   | 72    |

Технічні дисципліни
| Спортсмен         | Дисципліна                   | Кваліфікація       | Кваліфікація | Фінал              | Фінал            |
| Спортсмен         | Дисципліна                   | Результат у метрах | Місце        | Результат у метрах | Місце            |
| ----------------- | ---------------------------- | ------------------ | ------------ | ------------------ | ---------------- |
| Бенік Абрамян     | штовхання ядра (чоловіки)    | 18.72              | 31           | Завершив виступ    | Завершив виступ  |
| Бачана Хорава     | стрибки в довжину (чоловіки) | 7.77               | 19           | Завершив виступ    | Завершив виступ  |
| Лаша Торгваїдзе   | потрійний стрибок (чоловіки) | НС                 | —            | Завершив виступ    | Завершив виступ  |
| Валентина Ляшенко | стрибки у висоту (жінки)     | 1.80               | =32          | Завершила виступ   | Завершила виступ |

## Веслування на байдарках і каное

### Спринт
| Спортсмен      | Дисципліна            | Заїзди | Заїзди | Півфінали | Півфінали | Фінал  | Фінал |
| Спортсмен      | Дисципліна            | Час    | Місце  | Час       | Місце     | Час    | Місце |
| -------------- | --------------------- | ------ | ------ | --------- | --------- | ------ | ----- |
| Zaza Nadiradze | К-1, 200 м (чоловіки) | 41.423 | 4 Q    | 40.146    | 1 FA      | 39.817 | 5     |

Пояснення до кваліфікації: FA = Кваліфікувались до фіналу A (за медалі); FB = Кваліфікувались до фіналу B (не за медалі)

## Фехтування
| Спортсмен      | Дисципліна                     | 1/16 фіналу          | 1/8 фіналу            | Чвертьфінал        | Півфінал           | Фінал / БМ         | Фінал / БМ      |
| Спортсмен      | Дисципліна                     | Суперник Результат   | Суперник Результат    | Суперник Результат | Суперник Результат | Суперник Результат | Місце           |
| -------------- | ------------------------------ | -------------------- | --------------------- | ------------------ | ------------------ | ------------------ | --------------- |
| Сандро Базадзе | індивідуальна шабля (чоловіки) | Агреста (BRA) W 15–3 | Kim J-h (KOR) L 14–15 | Завершив виступ    | Завершив виступ    | Завершив виступ    | Завершив виступ |

## Гімнастика

### Художня гімнастика
| Спортсменка   | Дисципліна                  | Кваліфікація | Кваліфікація | Кваліфікація | Кваліфікація | Кваліфікація | Кваліфікація | Фінал            | Фінал            | Фінал            | Фінал            | Фінал            | Фінал            |
| Спортсменка   | Дисципліна                  | Обруч        | М'яч         | Булави       | Стрічка      | Загалом      | Місце        | Обруч            | М'яч             | Булави           | Стрічка          | Загалом          | Місце            |
| ------------- | --------------------------- | ------------ | ------------ | ------------ | ------------ | ------------ | ------------ | ---------------- | ---------------- | ---------------- | ---------------- | ---------------- | ---------------- |
| Саломе Пажава | Індивідуальне багатоборство | 17.233       | 17.783       | 17.433       | 16.666       | 69.115       | 14           | Завершила виступ | Завершила виступ | Завершила виступ | Завершила виступ | Завершила виступ | Завершила виступ |

### Стрибки на батуті
| Спортсмен     | Дисципліна | Кваліфікація | Кваліфікація | Фінал     | Фінал |
| Спортсмен     | Дисципліна | Результат    | Місце        | Результат | Місце |
| ------------- | ---------- | ------------ | ------------ | --------- | ----- |
| Люба Головіна | жінки      | 98.285       | 8 Q          | 51.010    | 7     |

## Дзюдо
Чоловіки
| Спортсмен            | Категорія    | 1/32 фіналу        | 1/16 фіналу                 | 1/8 фіналу                  | Чвертьфінали                      | Півфінали                | Втішний поєдинок       | Фінал / БМ               | Фінал / БМ      |
| Спортсмен            | Категорія    | Суперник Результат | Суперник Результат          | Суперник Результат          | Суперник Результат                | Суперник Результат       | Суперник Результат     | Суперник Результат       | Місце           |
| -------------------- | ------------ | ------------------ | --------------------------- | --------------------------- | --------------------------------- | ------------------------ | ---------------------- | ------------------------ | --------------- |
| Аміран Папінашвілі   | до 60 кг     | Bye                | Пессоа (CAN) W 011—000      | Герчев (BUL) W 000—000 S    | Такато (JPN) W 100—000            | Мудранов (RUS) L 000—100 | Bye                    | Урозбоєв (UZB) L 000—001 | 5               |
| Важа Маргвелашвілі   | до 66 кг     | Bye                | Гомбоч (SLO) L 000—100      | Завершив виступ             | Завершив виступ                   | Завершив виступ          | Завершив виступ        | Завершив виступ          | Завершив виступ |
| Лаша Шавдатуашвілі   | до 73 кг     | Bye                | Естрада (CUB) W 100—000     | Репіялладже (SRI) W 100—000 | Оно (JPN) L 000—010               | Завершив виступ          | Ярцев (RUS) W 100—000  | Мукі (ISR) W 100—000     | 3               |
| Автанділі Чрікішвілі | до 81 кг     | Bye                | Silva (CUB) W 001—000       | Turcios (ESA) W 001—000     | Маркончіні (ITA) W 011—000        | Стівенс (USA) L 000—100  | Bye                    | Нагасе (JPN) L 000—001   | 5               |
| Варлам Ліпартеліані  | до 90 кг     | Bye                | Устопірійон (TJK) W 100—000 | Уера (NRU) W 100—000        | Лхагвасуренгійн (MGL) W 000—000 S | Gwak D-h (KOR) W 100—000 | Bye                    | Бакер (JPN) L 000—001    | 2               |
| Бека Гвініашвілі     | до 100 кг    | Bye                | Fletcher (GBR) W 100—000    | Нікіфоров (BEL) W 101—000   | Маре (FRA) L 000—010              | Завершив виступ          | Хага (JPN) L 000—000 S | Завершив виступ          | 7               |
| Адам Окруашвілі      | понад 100 кг | Н/Д                | Харасава (JPN) L 000—000 S  | Завершив виступ             | Завершив виступ                   | Завершив виступ          | Завершив виступ        | Завершив виступ          | Завершив виступ |

Жінки
| Спортсменка | Категорія | 1/16 фіналу                 | 1/8 фіналу                 | Чвертьфінали        | Півфінали           | Втішний поєдинок    | Фінал / БМ          | Фінал / БМ       |
| Спортсменка | Категорія | Суперниця Результат         | Суперниця Результат        | Суперниця Результат | Суперниця Результат | Суперниця Результат | Суперниця Результат | Місце            |
| ----------- | --------- | --------------------------- | -------------------------- | ------------------- | ------------------- | ------------------- | ------------------- | ---------------- |
| Естер Стам  | до 70 кг  | Наранжаргал (MGL) W 011—000 | Зупанчіч (CAN) L 000—000 S | Завершила виступ    | Завершила виступ    | Завершила виступ    | Завершила виступ    | Завершила виступ |

## Стрільба
| Спортсмен         | Дисципліна                                  | Кваліфікація | Кваліфікація | Півфінал | Півфінал | Фінал            | Фінал            |
| Спортсмен         | Дисципліна                                  | Очки         | Місце        | Очки     | Місце    | Очки             | Місце            |
| ----------------- | ------------------------------------------- | ------------ | ------------ | -------- | -------- | ---------------- | ---------------- |
| Цотне Мачаваріані | пневматичний пістолет, 10 метрів (чоловіки) | 574          | 29           | Н/Д      | Н/Д      | Завершив виступ  | Завершив виступ  |
| Цотне Мачаваріані | пістолет, 50 метрів (чоловіки)              | 552          | 15           | Н/Д      | Н/Д      | Завершив виступ  | Завершив виступ  |
| Ніно Салуквадзе   | пневматичний пістолет, 10 метрів (жінки)    | 377          | 34           | Н/Д      | Н/Д      | Завершила виступ | Завершила виступ |
| Ніно Салуквадзе   | пістолет, 25 метрів (жінки)                 | 584          | 3 Q          | 14       | 6        | Завершила виступ | Завершила виступ |

Пояснення до кваліфікації: Q = Пройшов у наступне коло; q = Кваліфікувався щоб змагатись у поєдинку за бронзову медаль

## Плавання
| Спортсмен         | Дисципліна                           | Попередній заплив | Попередній заплив | Півфінал         | Півфінал         | Фінал            | Фінал            |
| Спортсмен         | Дисципліна                           | Час               | Місце             | Час              | Місце            | Час              | Місце            |
| ----------------- | ------------------------------------ | ----------------- | ----------------- | ---------------- | ---------------- | ---------------- | ---------------- |
| Іраклій Ревішвілі | 400 метрів вільним стилем (чоловіки) | 4:00.56           | 45                | Н/Д              | Н/Д              | Завершив виступ  | Завершив виступ  |
| Теона Босташвілі  | 100 метрів брасом (жінки)            | 1:22.91           | 43                | Завершила виступ | Завершила виступ | Завершила виступ | Завершила виступ |

## Теніс
| Спортсмен           | Дисципліна                  | 1/32 фіналу                        | 1/16 фіналу        | 1/8 фіналу         | Чвертьфінали       | Півфінали          | Фінал / БМ         | Фінал / БМ      |
| Спортсмен           | Дисципліна                  | Суперник Результат                 | Суперник Результат | Суперник Результат | Суперник Результат | Суперник Результат | Суперник Результат | Місце           |
| ------------------- | --------------------------- | ---------------------------------- | ------------------ | ------------------ | ------------------ | ------------------ | ------------------ | --------------- |
| Ніколоз Басілашвілі | одиночний розряд (чоловіки) | Cuevas (URU) L 3–6, 7–6(10–8), 3–6 | Завершив виступ    | Завершив виступ    | Завершив виступ    | Завершив виступ    | Завершив виступ    | Завершив виступ |

## Важка атлетика
| Спортсмен                   | Категорія               | Ривок     | Ривок | Поштовх   | Поштовх | Загалом | Місце |
| Спортсмен                   | Категорія               | Результат | Місце | Результат | Місце   | Загалом | Місце |
| --------------------------- | ----------------------- | --------- | ----- | --------- | ------- | ------- | ----- |
| Гіоргі Чхеідзе              | до 105 кг (чоловіки)    | 170       | 14    | 208       | DNF     | 170     | DNF   |
| Лаша Талахадзе              | понад 105 кг (чоловіки) | 215       | 2     | 258       | 1       | 473 WR  | 1     |
| Іраклі Турманідзе           | понад 105 кг (чоловіки) | 207       | 4     | 241       | =4      | 448     | 3     |
| Готфрід Анастасія Сергіївна | понад 75 кг (жінки)     | 113       | 11    | 135       | 12      | 248     | 12    |

## Боротьба
Легенда:
- VT – Перемога на туше.
- PP – Перемога за очками – з технічними очками в того, хто програв.
- PO – Перемога за очками – без технічних очок в того, хто програв.
- ST – Перемога за явної переваги – різниця в очках становить принаймні 8 (греко-римська боротьба) або 10 (вільна боротьба) очок, без технічних очок у того, хто програв.

Чоловіки
| Спортсмен             | Категорія | Кваліфікація          | 1/8 фіналу                  | Чвертьфінал              | Півфінал              | Втішний поєдинок 1 | Втішний поєдинок 2     | Фінал / БМ             | Фінал / БМ |
| Спортсмен             | Категорія | Суперник Результат    | Суперник Результат          | Суперник Результат       | Суперник Результат    | Суперник Результат | Суперник Результат     | Суперник Результат     | Місце      |
| --------------------- | --------- | --------------------- | --------------------------- | ------------------------ | --------------------- | ------------------ | ---------------------- | ---------------------- | ---------- |
| Владімер Хінчегашвілі | до 57 кг  | Bye                   | Санаєв (KAZ) W 3–1 PP       | Aliyev (AZE) W 3–1 PP    | Дубов (BUL) W 3–1 PP  | Bye                | Bye                    | Рей (JPN) W 3–1 PP     | 1          |
| Зураб Якобішвілі      | до 65 кг  | Bye                   | Даніель (NGR) W 3–1 PP      | Чамісо (ITA) L 1–3 PP    | Завершив виступ       | Завершив виступ    | Завершив виступ        | Завершив виступ        | 10         |
| Якоб Макарашвілі      | до 74 кг  | Bye                   | Іванов (BUL) W 3–1 PP       | Hasanov (AZE) L 0–4 ST   | Завершив виступ       | Завершив виступ    | Завершив виступ        | Завершив виступ        | 11         |
| Сандро Амінашвілі     | до 86 кг  | Bye                   | Барановський (POL) L 1–3 PP | Завершив виступ          | Завершив виступ       | Завершив виступ    | Завершив виступ        | Завершив виступ        | 14         |
| Елізбар Одікадзе      | до 97 кг  | Bye                   | Кетоєв (ARM) W 3–1 PP       | Ібрагімов (KAZ) W 3–1 PP | Snyder (USA) L 1–3 PP | Bye                | Bye                    | Сарітов (ROU) L 0–4 ST | 5          |
| Гено Петріашвілі      | до 125 кг | Кумчев (BUL) W 4–0 ST | Засєєв (UKR) W 3–1 PP       | Гасемі (IRI) L 1–3 PP    | Завершив виступ       | Bye                | Джарвіс (CAN) W 3–1 PP | Длагнєв (USA) W 4–0 ST | 3          |

Греко-римська боротьба
| Спортсмен           | Категорія | Кваліфікація             | 1/8 фіналу                | Чвертьфінал            | Півфінал                | Втішний поєдинок 1 | Втішний поєдинок 2 | Фінал / БМ              | Фінал / БМ |
| Спортсмен           | Категорія | Суперник Результат       | Суперник Результат        | Суперник Результат     | Суперник Результат      | Суперник Результат | Суперник Результат | Суперник Результат      | Місце      |
| ------------------- | --------- | ------------------------ | ------------------------- | ---------------------- | ----------------------- | ------------------ | ------------------ | ----------------------- | ---------- |
| Шмагі Болквадзе     | до 66 кг  | Bye                      | Välimäki (FIN) W 3–0 PO   | Норузі (IRI) W 3–0 PO  | Штефанек (SRB) L 0–5 VT | Bye                | Bye                | Томохіро (JPN) W 3–0 PO | 3          |
| Зураб Датунашвілі   | до 75 кг  | Картіков (KAZ) L 0–3 PO  | Завершив виступ           | Завершив виступ        | Завершив виступ         | Завершив виступ    | Завершив виступ    | Завершив виступ         | 18         |
| Роберт Кобліашвілі  | до 85 кг  | Лейва (MEX) W 3–0 PO     | Kudla (GER) L 1–3 PP      | Завершив виступ        | Завершив виступ         | Завершив виступ    | Завершив виступ    | Завершив виступ         | 9          |
| Ревазі Надареїшвілі | до 98 кг  | Bye                      | Гурі (BUL) L 1–3 PP       | Завершив виступ        | Завершив виступ         | Завершив виступ    | Завершив виступ    | Завершив виступ         | 10         |
| Якоб Каджая         | до 130 кг | Согомонян (BRA) W 4–0 ST | Чернецький (UKR) W 5–0 VT | Семенов (RUS) L 0–3 PO | Завершив виступ         | Завершив виступ    | Завершив виступ    | Завершив виступ         | 7          |